# Antrocephalus
Antrocephalus är ett släkte av steklar. Antrocephalus ingår i familjen bredlårsteklar.

## Dottertaxa tillAntrocephalus, i alfabetisk ordning[1]
- Antrocephalus abui
- Antrocephalus achterbergi
- Antrocephalus acutiventris
- Antrocephalus anna
- Antrocephalus atratus
- Antrocephalus atritegula
- Antrocephalus atulyus
- Antrocephalus aureus
- Antrocephalus australiensis
- Antrocephalus ballaratensis
- Antrocephalus biacutus
- Antrocephalus bicolor
- Antrocephalus bicoloris
- Antrocephalus bidens
- Antrocephalus bouceki
- Antrocephalus brevidentata
- Antrocephalus brevigaster
- Antrocephalus burnsi
- Antrocephalus cariniaspis
- Antrocephalus cariniceps
- Antrocephalus carlylei
- Antrocephalus carpocapsae
- Antrocephalus ceylonicus
- Antrocephalus clariscapus
- Antrocephalus conicalis
- Antrocephalus copiosus
- Antrocephalus crassipes
- Antrocephalus decipiens
- Antrocephalus dipterophagus
- Antrocephalus disconiger
- Antrocephalus distinctus
- Antrocephalus dividens
- Antrocephalus elisae
- Antrocephalus eracon
- Antrocephalus erythropus
- Antrocephalus euphorbiae
- Antrocephalus fabricator
- Antrocephalus fasciatipennis
- Antrocephalus fascicornis
- Antrocephalus ferrierei
- Antrocephalus fuscipennatus
- Antrocephalus fuscipennis
- Antrocephalus galleriae
- Antrocephalus ghirlandajoni
- Antrocephalus gracilicorpus
- Antrocephalus grisselli
- Antrocephalus hackeri
- Antrocephalus hakonensis
- Antrocephalus hallami
- Antrocephalus hazlitti
- Antrocephalus hypsiphylae
- Antrocephalus hypsopygiae
- Antrocephalus imbili
- Antrocephalus indicus
- Antrocephalus insipiens
- Antrocephalus insularis
- Antrocephalus ishiii
- Antrocephalus japonicus
- Antrocephalus jayensis
- Antrocephalus kirbyi
- Antrocephalus leai
- Antrocephalus liangtanensis
- Antrocephalus livii
- Antrocephalus longicornis
- Antrocephalus luci
- Antrocephalus lugubris
- Antrocephalus maculipennis
- Antrocephalus maeterlincki
- Antrocephalus melitarae
- Antrocephalus minor
- Antrocephalus mitys
- Antrocephalus murakamii
- Antrocephalus narendrani
- Antrocephalus nasutus
- Antrocephalus nicus
- Antrocephalus nigricornis
- Antrocephalus nigricorpus
- Antrocephalus nigripennis
- Antrocephalus nigripes
- Antrocephalus nigriscapus
- Antrocephalus nitidus
- Antrocephalus novifuscipennis
- Antrocephalus nyssa
- Antrocephalus omphale
- Antrocephalus pachymerus
- Antrocephalus palgravei
- Antrocephalus parvivespa
- Antrocephalus peechiensis
- Antrocephalus peraustralis
- Antrocephalus phaeospilus
- Antrocephalus primus
- Antrocephalus prolongatus
- Antrocephalus punctatus
- Antrocephalus ratzeburgei
- Antrocephalus rousseaui
- Antrocephalus rubipes
- Antrocephalus ryukyuensis
- Antrocephalus saltensis
- Antrocephalus salti
- Antrocephalus samoaensis
- Antrocephalus satoi
- Antrocephalus scutellaris
- Antrocephalus stokesi
- Antrocephalus subelongatus
- Antrocephalus sulcatus
- Antrocephalus tenebricosus
- Antrocephalus terrae
- Antrocephalus thaumasuroides
- Antrocephalus theclavorae
- Antrocephalus thresiae
- Antrocephalus tineophagus
- Antrocephalus tongguensis
- Antrocephalus townesi
- Antrocephalus unmaculatus
- Antrocephalus validicornis
- Antrocephalus varius
- Antrocephalus versicolor
- Antrocephalus vespella
- Antrocephalus victoria
- Antrocephalus villiersi